# Egy veszedelmes elme vallomásai
Az Egy veszedelmes elme vallomásai (eredeti cím: Confessions of a Dangerous Mind)  2002-ben bemutatott amerikai–német–kanadai filmdráma, melyet Charlie Kaufman forgatókönyvéből George Clooney rendezett. A főbb szerepekben Sam Rockwell, Julia Roberts, Drew Barrymore és George Clooney látható. A film Chuck Barris producer és televíziós házigazda fiktív elemekkel tarkított életét mutatja be, aki „mellékállásban” a CIA bérgyilkosa.[forrás?]

## Szereplők
| Színész           | Szerep          | Magyar hang          |
| ----------------- | --------------- | -------------------- |
| Sam Rockwell      | Chuck Barris    | Fekete Zoltán        |
| Michael Cera      | Barris fiatalon |                      |
| Drew Barrymore    | Penny Pacino    | Kiss Eszter          |
| George Clooney    | Jim Byrd        | Szabó Sipos Barnabás |
| Julia Roberts     | Patricia Watson | Tóth Enikő           |
| Rutger Hauer      | Keeler          | Fülöp Zsigmond       |
| Jerry Weintraub   | Larry Goldberg  | Palóczy Frigyes      |
| Robert John Burke | Jenks oktató    | Beratin Gábor        |
| Michael Ensign    | Simon Oliver    |                      |
| Maggie Gyllenhaal | Debbie          |                      |
| James Urbaniak    | Rod Flexner     |                      |
| Rachelle Lefevre  | Tuvia           |                      |
| Kristen Wilson    | Loretta         | Törtei Tünde         |
| Daniel Zacapa     | Renda           |                      |
| Emilio Rivera     | Benitez         |                      |
| Carlos Carrasco   | Brazioni        |                      |
| Richard Kind      | castingrendező  | Pálfai Péter         |
| Brad Pitt         | agglegény #1    | nem szólal meg       |
| Matt Damon        | agglegény #2    | nem szólal meg       |